# District de Bajura
Le district de Bajura (en népalais : बाजुरा जिल्ला) est l'un des 77 districts du Népal. Il est rattaché à la province de Sudurpashchim. La population du district s'élevait à 134 154 habitants en 2011.

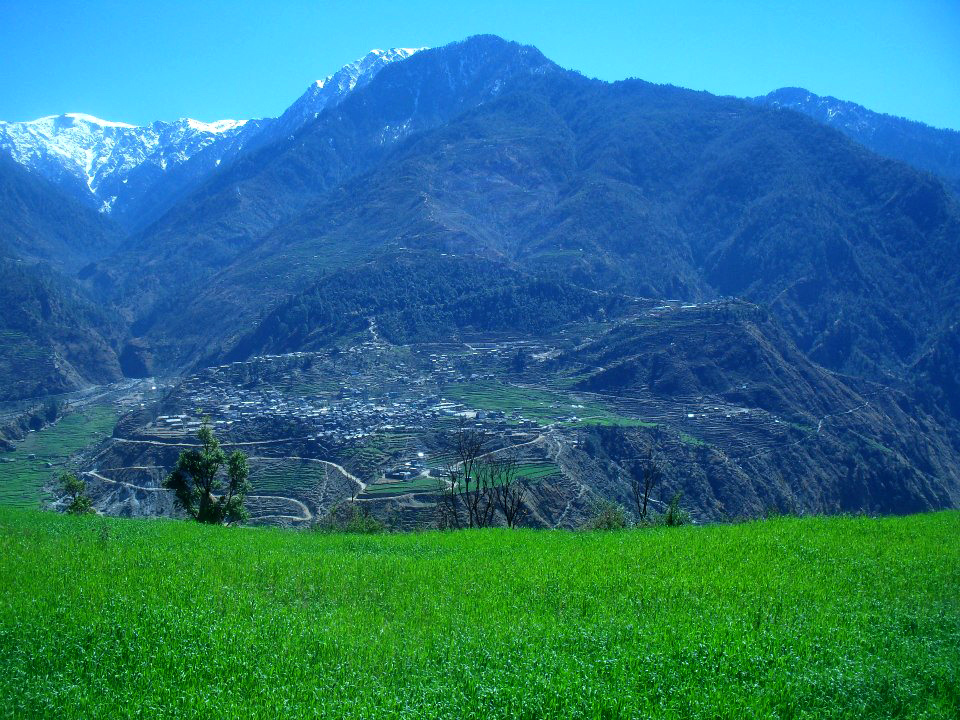
Vue de Martadi depuis Khapalta

Bajura possède un aéroport.

## Histoire
Il faisait partie de la zone de Seti et de la région de développement Extrême-Ouest jusqu'à la réorganisation administrative de 2015 où elles ont disparu.

## Subdivisions administratives
Le district de Bajura est subdivisé en 9 unités de niveau inférieur, dont 4 municipalités et 5 gaunpalika ou municipalités rurales.
| # | Nom                | Nom en népalais | Type         | Population (2011) | Superficie (km2) |
| - | ------------------ | --------------- | ------------ | ----------------- | ---------------- |
| 1 | Badimalika         | बडीमालिका           | municipalité | 16 818            | 276              |
| 2 | Triveni            | त्रिवेणी            | municipalité | 18 363            | 170,32           |
| 3 | Budhiganga         | बुढीगंगा            | municipalité | 21 677            | 59,2             |
| 4 | Budhinanda         | बुढीनन्दा           | municipalité | 18 776            | 232,48           |
| 5 | Gaumul             | गौमुल             | gaunpalika   | 8 515             | 314,66           |
| 6 | Jagannath          | जगन्‍नाथ            | gaunpalika   | 9 432             | 171,72           |
| 7 | Swamikartik Khapar | स्वामीकार्तिक खापर     | gaunpalika   | 12 784            | 110,55           |
| 8 | Khaptad Chhededaha | खप्तड छेडेदह       | gaunpalika   | 18 575            | 135,08           |
| 9 | Himali             | हिमाली             | gaunpalika   | 9 214             | 830,33           |